# 第10回全国大学サッカー選手権大会
第10回全国大学サッカー選手権大会は1961年12月22日から12月27日にかけて開催された全日本大学サッカー選手権大会である。慶應義塾大学が初優勝を果たした。

## 概要
自由参加制をとっており、全国から42校が参加した。準決勝までの試合は35分ハーフで行われる。

### 大会日程
- 1961年12月22日 - 1回戦
- 1961年12月22日、12月23日 - 2回戦
- 1961年12月24日 - 3回戦
- 1961年12月25日 - 準々決勝
- 1961年12月26日 - 準決勝
- 1961年12月27日 - 決勝、三位決定戦

### 開催競技場
- 小石川サッカー場
- 東大御殿下グラウンド
- 東大農学部グラウンド

## 出場大学
- 北海学園大学（6回目）
- 北海道大学（10回目）
- 北海道学芸大学札幌校（5回目）
- 東北大学（7回目）
- 東北学院大学（9回目）
- 浅野学園大学（3回目）
- 関東学院大学（6回目）
- 慶應義塾大学（7回目）
- 國學院大學（初）
- 駒澤大学（初）
- 上智大学（5回目）
- 成城大学（6回目）
- 千葉大学（6回目）
- 千葉工業大学（4回目）
- 中央大学（10回目）
- 電気通信大学（4回目）
- 東京大学（10回目）
- 東京教育大学（10回目）
- 東京工業大学（4回目）
- 東京農業大学（6回目）
- 東京農工大学（初）
- 日本大学（6回目）
- 防衛大学校（7回目）
- 法政大学（6回目）
- 武蔵大学（6回目）
- 武蔵工業大学（初）
- 横浜国立大学（5回目）
- 横浜市立大学（2回目）
- 立教大学（5回目）
- 早稲田大学（8回目）
- 富山大学（3回目）
- 新潟大学（初）
- 名古屋大学（5回目）
- 名古屋商科大学（初）
- 大阪府立大学（初）
- 関西大学（2回目）
- 京都大学（初）
- 広島商科大学（初）
- 愛媛大学（3回目）
- 松山商科大学（6回目）
- 鹿児島大学（10回目）
- 福岡大学（4回目）

## 試合日程・結果

### 1回戦
| 1961年12月22日 |

| 横浜市立大学 | 3 - 3 延長・抽選 | 大阪府立大学 |
|              |                  |              |

| 小石川サッカー場 |

| 1961年12月22日 |

| 電気通信大学 | 1 - 2 | 鹿児島大学 |
|              |       |            |

| 小石川サッカー場 |

| 1961年12月22日 |

| 関東学院大学 | 0 - 9 | 東京大学 |
|              |       |          |

| 小石川サッカー場 |

| 1961年12月22日 |

| 東京工業大学 | 1 - 4 | 名古屋大学 |
|              |       |            |

| 小石川サッカー場 |

| 1961年12月22日 |

| 駒澤大学 | 0 - 5 | 北海道大学 |
|          |       |            |

| 小石川サッカー場 |

| 1961年12月22日 |

| 國學院大學 | 0 - 2 | 武蔵大学 |
|            |       |          |

| 東大御殿下グラウンド |

| 1961年12月22日 |

| 東北学院大学 | 2 - 0 | 東京農工大学 |
|              |       |              |

| 東大御殿下グラウンド |

| 1961年12月22日 |

| 防衛大学校 | 4 - 1 | 北海道学芸大学札幌校 |
|            |       |                      |

| 東大農学部グラウンド |

| 1961年12月22日 |

| 名古屋商科大学 | 3 - 2 | 成城大学 |
|                |       |          |

| 東大農学部グラウンド |

| 1961年12月22日 |

| 福岡大学 | 2 - 1 | 武蔵工業大学 |
|          |       |              |

| 東大農学部グラウンド |

### 2回戦
| 1961年12月23日 |

| 大阪府立大学 | 1 - 1 延長・抽選 | 鹿児島大学 |
|              |                  |            |

| 東大御殿下グラウンド |

| 1961年12月23日 |

| 中央大学 | 12 - 1 | 北海学園大学 |
|          |        |              |

| 東大御殿下グラウンド |

| 1961年12月23日 |

| 東北大学 | 2 - 2 延長・抽選 | 東京農業大学 |
|          |                  |              |

| 東大御殿下グラウンド |

| 1961年12月23日 |

| 松山商科大学 | 0 - 1 | 東京大学 |
|              |       |          |

| 東大御殿下グラウンド |

| 1961年12月23日 |

| 名古屋大学 | 1 - 2 | 北海道大学 |
|            |       |            |

| 東大農学部グラウンド |

| 1961年12月23日 |

| 東京教育大学 | 3 - 0 | 千葉大学 |
|              |       |          |

| 東大農学部グラウンド |

| 1961年12月23日 |

| 慶應義塾大学 | 7 - 0 | 浅野学園大学 |
|              |       |              |

| 東大農学部グラウンド |

| 1961年12月23日 |

| 京都大学 | 1 - 2 | 武蔵大学 |
|          |       |          |

| 東大農学部グラウンド |

| 1961年12月23日 |

| 東北学院大学 | 2 - 0 | 横浜国立大学 |
|              |       |              |

| 小石川サッカー場 |

| 1961年12月22日 |

| 立教大学 | 10 - 0 | 富山大学 |
|          |        |          |

| 東大御殿下グラウンド |

| 1961年12月22日 |

| 千葉工業大学 | 2 - 5 | 法政大学 |
|              |       |          |

| 東大御殿下グラウンド |

| 1961年12月23日 |

| 関西大学 | 0 - 0 延長・抽選 | 防衛大学校 |
|          |                  |            |

| 小石川サッカー場 |

| 1961年12月23日 |

| 名古屋商科大学 | 0 - 1 | 広島商科大学 |
|                |       |              |

| 小石川サッカー場 |

| 1961年12月23日 |

| 日本大学 | 9 - 0 | 愛媛大学 |
|          |       |          |

| 小石川サッカー場 |

| 1961年12月22日 |

| 新潟大学 | 0 - 12 | 早稲田大学 |
|          |        |            |

| 東大農学部グラウンド |

| 1961年12月22日 |

| 上智大学 | 1 - 0 | 福岡大学 |
|          |       |          |

| 小石川サッカー場 |

### 3回戦
| 1961年12月24日 |

| 鹿児島大学 | 0 - 4 | 中央大学 |
|            |       |          |

| 小石川サッカー場 |

| 1961年12月24日 |

| 東京農業大学 | 3 - 4 延長 | 東京大学 |
|              |            |          |

| 小石川サッカー場 |

| 1961年12月24日 |

| 北海道大学        | 1 - 2 | 東京教育大学  |
| 得点者不明 後25分 |       | 得点者不明2 , |

| 小石川サッカー場 |

| 1961年12月24日 |

| 慶應義塾大学 | 3 - 0 | 武蔵大学 |
|              |       |          |

| 小石川サッカー場 |

| 1961年12月24日 |

| 東北学院大学 | 0 - 0 延長・抽選 | 立教大学 |
|              |                  |          |

| 東大御殿下グラウンド |

| 1961年12月24日 |

| 法政大学 | 2 - 0 | 防衛大学校 |
|          |       |            |

| 東大御殿下グラウンド |

| 1961年12月24日 |

| 広島商科大学                          | 2 - 4 | 日本大学      |
| 得点者不明 前15分 (pen.) · 得点者不明 |       | 得点者不明4 , |

| 東大御殿下グラウンド |

| 1961年12月24日 |

| 早稲田大学 | 1 - 0 | 上智大学 |
|            |       |          |

| 東大御殿下グラウンド |

### 準々決勝
| 1961年12月25日 |

| 中央大学 | 3 - 0 | 東京大学 |
|          |       |          |

| 小石川サッカー場 |

| 1961年12月25日 |

| 東京教育大学 | 1 - 1 延長・抽選 | 慶應義塾大学 |
|              |                  |              |

| 小石川サッカー場 |

| 1961年12月25日 |

| 東北学院大学     | 1 - 2 | 法政大学                  |
| 得点者不明 後6分 |       | 徳川 前18分 · 石川 前30分 |

| 小石川サッカー場 |

| 1961年12月25日 |

| 日本大学 | 0 - 2 | 早稲田大学               |
|          |       | 得点者不明 · 松本 後30分 |

| 小石川サッカー場 |

### 準決勝
| 1961年12月26日 |

| 中央大学                 | 1 - 2 | 慶應義塾大学       |
| 得点者不明 前21分 (pen.) |       | 岡島 前32分 · 岡島 |

| 小石川サッカー場 |

| 1961年12月26日 |

| 法政大学          | 1 - 3 | 早稲田大学                              |
| 得点者不明 前24分 |       | 桑田 前30分 · 松本 前34分 · 松本 後33分 |

| 小石川サッカー場 |

### 三位決定戦
| 1961年12月27日 |

| 中央大学 | 5 - 1 | 法政大学 |
|          |       |          |

| 小石川サッカー場 |

### 決勝
| 1961年12月27日 |

| 慶應義塾大学              | 2 - 1 | 早稲田大学  |
| 竹島 前24分 · 竹中 前44分 |       | 松本 後20分 |

| 小石川サッカー場 |

## 最終結果
| 第10回全国大学サッカー選手権大会 優勝チーム |
| ------------------------------------------- |
| 慶應義塾大学 初                             |

## 主な出場選手
- 犬飼基昭（慶應義塾大学）
- 桑原楽之（中央大学）
- 岡光龍三（中央大学）
- 畔柳信雄（東京大学）
- 野村尊敬（早稲田大学）
- 松本育夫（早稲田大学）
- 桑田隆幸（早稲田大学）